# Andrzej Kapiszewski
Zmarł profesor Andrzej Kapiszewski [online], Dziennik Polski, 7 maja 2007 [dostęp 2023-01-31] (pol.).
Andrzej Tadeusz Kapiszewski (ur. 8 września 1948 w Krakowie, zm. 5 maja 2007 tamże) – polski matematyk, socjolog, dyplomata, profesor.

## Życiorys
Był wnukiem pisarki Heleny Zakrzewskiej i fizyka Konstantego Zakrzewskiego, synem działaczy harcerskich Henryka i Marii Kapiszewskich. Żonaty z Marią Kapiszewską, profesor biochemii.
Uczęszczał do II Liceum Ogólnokształcącego Krakowie. Był przewodniczącym Rady Uczelnianej Zrzeszenia Studentów Polskich. W 1971 ukończył studia na Wydziale Matematyczno-Fizyczno-Chemicznym Uniwersytetu Jagiellońskiego. Po odbyciu rocznego stażu w Instytucie Ekonomicznym UJ, został zatrudniony w Instytucie Socjologii UJ. Kształcił się także na Columbia University. Od 1976 do 1987 pracował w Instytucie Badań Polonijnych UJ. Pracownik naukowy Instytutu Studiów Regionalnych UJ w latach 1971–1991. W 1977 doktoryzował się w zakresie nauk humanistycznych. Od 2000 profesor nauk humanistycznych.
Specjalność: procesy narodowotwórcze w świecie arabskim, socjologia stosunków etnicznych. Członek Komitetu Nauk Orientalistycznych Polskiej Akademii Nauk. Współtworzył Wydział Studiów Międzynarodowych i Politycznych UJ. Z jego inicjatywy w 2000 powstała Katedra Bliskiego i Dalekiego Wschodu UJ. Był jej pierwszym kierownikiem. Inicjator powstania Centrum Języka i Kultury Chińskiej „Instytut Konfucjusza w Krakowie”. Współzałożyciel i pierwszy rektor Krakowskiej Szkoły Wyższej im. Andrzeja Frycza Modrzewskiego. Laureat konkursu Fundacji na Rzecz Nauki Polskiej o subsydia profesorskie w 2006.
Dyplomata, od 1991 chargé d’affaires, a od 1995 ambasador w Zjednoczonych Emiratach Arabskich, akredytowany jednocześnie w Katarze. Funkcję pełnił do 1997.
Uczestnik prac Centrum Obywatelskich Inicjatyw Ustawodawczych Solidarności.
Został odznaczony Krzyżem Oficerskim (2002) oraz Kawalerskim Orderu Odrodzenia Polski, a także Złotym i Srebrnym Krzyżem Zasługi.
Zmarł 5 maja 2007 w Krakowie. Został pochowany na tamtejszym Cmentarzu Rakowickim (cmentarzu wojskowym przy ul. Prandoty) (kw. XCVI-23-22).

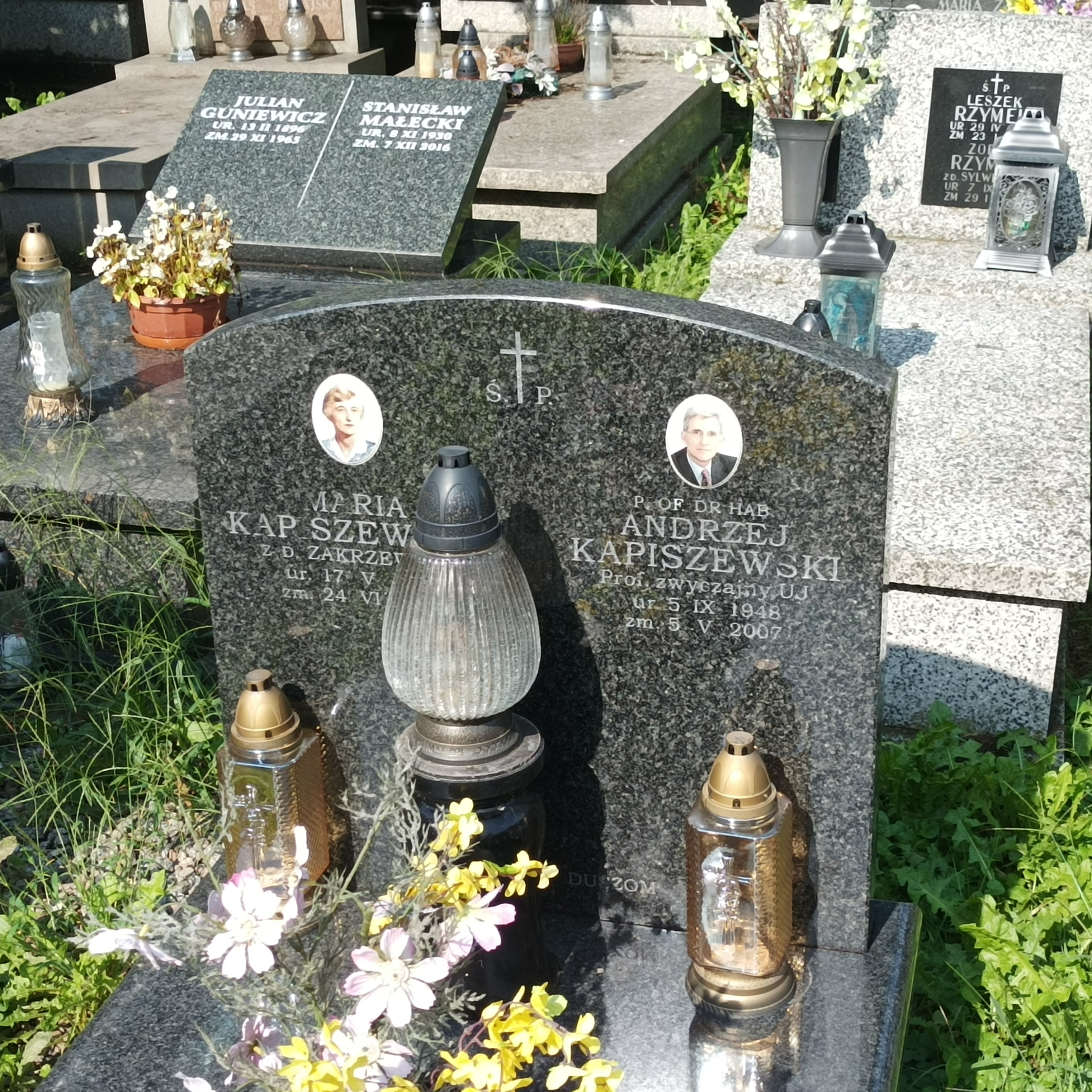
Grób prof. Andrzeja Kapiszewskiego na cmentarzu wojskowym przy ul. Prandoty w Krakowie